# Gino Palumbo
Gino Palumbo, all'anagrafe Luigi Palumbo (Cava de' Tirreni, 10 gennaio 1921 – Milano, 29 settembre 1987), è stato un giornalista italiano.

## Biografia
Nacque a Cava de' Tirreni (SA) da Amedeo e Rosalia Bellet. Iniziò la carriera di cronista sportivo nell'immediato dopoguerra alla Voce, poi nel 1949 passò al Mattino. Nel 1953 fondò Sport Sud, ma non abbandonò il Mattino, dove continuò a lavorare come capo dei servizi sportivi.
A causa di un articolo di fondo apparso sul giornale concorrente Roma, e in seguito a una lunga polemica a distanza, fu sfidato a duello dal conte Antonio Scotti di Uccio, capo della redazione sportiva del Roma. La mattina del giorno prescelto i due si presentarono (il luogo scelto era Quarto Flegreo), ma i padrini interruppero quasi subito la sfida. È ricordato come l'ultimo duello della storia del giornalismo italiano.
Nel 1962 Palumbo lasciò Napoli per Milano: venne assunto dal Corriere della Sera, chiamato da Alfio Russo a dirigere la redazione sportiva. Nominato vicedirettore da Piero Ottone, diresse il Corriere d'Informazione (edizione pomeridiana del Corriere della Sera) dal dicembre 1972 fino al gennaio 1975. Un titolo non felice sparato a tutta pagina gli causò il licenziamento. Dopo l'estromissione fu per qualche tempo direttore editoriale della Rusconi Editore, fino a quando ricevette la chiamata della Gazzetta.. Successivamente fu chiamato a dirigere il maggiore quotidiano sportivo italiano, La Gazzetta dello Sport, che guidò dal novembre 1976 fino al 1983, rivoluzionando la prima pagina e il modo stesso di raccontare lo sport sulla carta stampata. Sua l'idea di dare maggiore forza ed enfasi ai titoli, arricchiti con lunghi ed esplicativi sommari. Creò uno stile che fu imitato dagli altri quotidiani sportivi italiani. Al momento di lasciare la direzione, indicò all'editore il nome di Candido Cannavò come suo successore. Fu nominato direttore editoriale. Venne designato alla direzione del Corriere della Sera, ma dovette rinunciare per motivi di salute.
Di lui si ricorda la polemica che lo contrappose a Gianni Brera, da cui lo divideva una diversa concezione del gioco del calcio: mentre per Brera era importante la solidità della difesa, Palumbo prediligeva il gioco d'attacco e aveva il suo campione in Gianni Rivera, di cui ammirava le spettacolari intuizioni. Fu proprio Palumbo a sollevare la polemica che investì la nazionale italiana nel 1970, allorché Gianni Rivera fu lasciato in panchina fino all'84º minuto della finale del Campionato del mondo.
Gino Palumbo riposa al cimitero monumentale di Milano. La tribuna stampa dello stadio Diego Armando Maradona di Napoli è intitolata a lui.